# Миколаївська сільська рада (Млинівський район)
Микола́ївська сільська́ ра́да — колишній орган місцевого самоврядування у Млинівському районі Рівненської області. Адміністративний центр — село Миколаївка.

## Загальні відомості
- Миколаївська сільська рада утворена в 1932 році.
- Територія ради: 43,09 км²
- Населення ради: 1 163 особи (станом на 2001 рік)

## Населені пункти
Сільській раді підпорядковані населені пункти:
- с. Миколаївка
- с. Буди
- с. Гнатівка
- с. Підбрусинь
- с. Яблунівка

## Склад ради
Рада складалася з 16 депутатів та голови.
- Голова ради: Матвійчук Олег Анатолійович
- Секретар ради: Федорук Неля Юріївна

### Керівний склад попередніх скликань
| Прізвище, ім'я, по батькові | Основні відомості                                                 | Дата обрання | Дата звільнення |
| --------------------------- | ----------------------------------------------------------------- | ------------ | --------------- |
| Олефір Олег Петрович        | Сільський голова, 1966 року народження, безпартійний              | 26.03.2006   | 31.10.2010      |
| Матвійчук Олег Анатолійович | Сільський голова, 1973 року народження, освіта вища, безпартійний | 31.10.2010   |                 |

Примітка: таблиця складена за даними сайту Верховної Ради України